# Hyalurga syma
Hyalurga syma là một loài bướm đêm thuộc phân họ Arctiinae, họ Erebidae.